# Leipzig Hauptbahnhof
Leipzig Hauptbahnhof (w skrócie – Leipzig Hbf, pl. Lipsk Główny) – główny dworzec kolejowy w Lipsku, w kraju związkowym Saksonia, w Niemczech.
Od chwili wybudowania jest największym pod względem powierzchni dworcem czołowym w Europie. Wcześniej tę rolę pełnił dworzec Frankfurt (Main) Hauptbahnhof. Dworzec obsługuje około 150 tys. pasażerów dziennie. Zlokalizowano w nim trzypoziomowe centrum handlowe oraz ekspozycję muzealną (tor 24).

## Historia
Wcześniej jego funkcje pełniły cztery dworce:
- do 1907 dworzec Turyński (niem. Thüringer Bahnhof),
- do 1912 dworzec Berliński (niem. Berliner Bahnhof) i dworzec Magdeburski (niem. Magdeburger Bahnhof),
- do 1913 dworzec Drezdeński (niem. Dresdner Bahnhof).

W Lipsku funkcjonowały też:
- do 1942 dworzec Eilenburski (niem. Eilenburger Bahnhof).
- do 2001 dworzec Bawarski (niem. Bayerischer Bahnhof), najstarszy czołowy dworzec kolejowy w Niemczech, zbud. w latach 1841–1844, który obecnie pełni jedynie funkcje gastronomiczne.

Dworzec został zbudowany według projektu Williama Lossowa i Maxa Hansa Kühne. Fasada liczy 298 m długości. Na mocy zawartego w 1902 porozumienia koszty budowy jednego dużego dworca pokryły solidarnie:
- 40,6% za Prusko-Heską Kolej Państwową (niem. Preußisch-Hessische Staatseisenbahn) Królestwo Prus
- 39,8% za Saksońskie Koleje Państwowe (niem. Sächsische Staatseisenbahnen) Saksonia
- 4,2% za Cesarską Pocztę Rzeszy (niem. Kaiserliche Reichspost(inne języki)) Rzesza Niemiecka
- 15,4% miasto Lipsk

Z tegoż względu wszystko było do 1934 zdublowane – tory 1–13 należały do Prus, 14–26 do Saksonii. Ponadto funkcjonowały dwa hole recepcyjne, dwie reprezentacyjne klatki schodowe i zdublowane poczekalnie. Nie do pomyślenia było, by pruski pociąg zatrzymał się w części saksońskiej dworca i odwrotnie. Dwukrotnie dworzec został zbombardowany – 4 grudnia 1943 przez brytyjskie Royal Air Force oraz 7 lipca 1944 przez 1. Dywizjon Bombowców 8. Floty United States Army Air Forces. Odbudowany został w latach 1954–1962, a w 1998 kompletnie zmodernizowany.

## Linki zewnętrzne

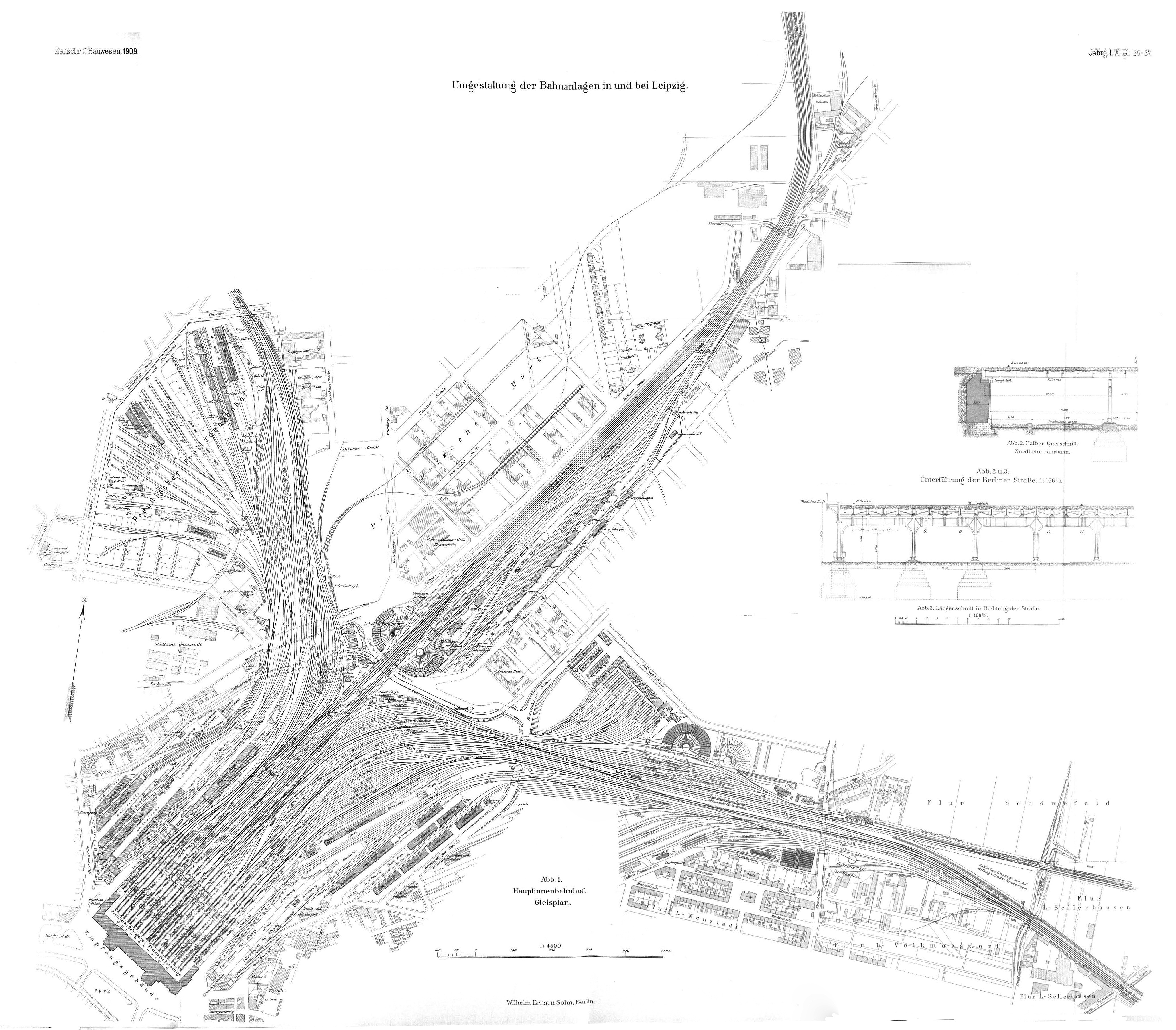
Układ torowy na stacji Leipzig Hbf

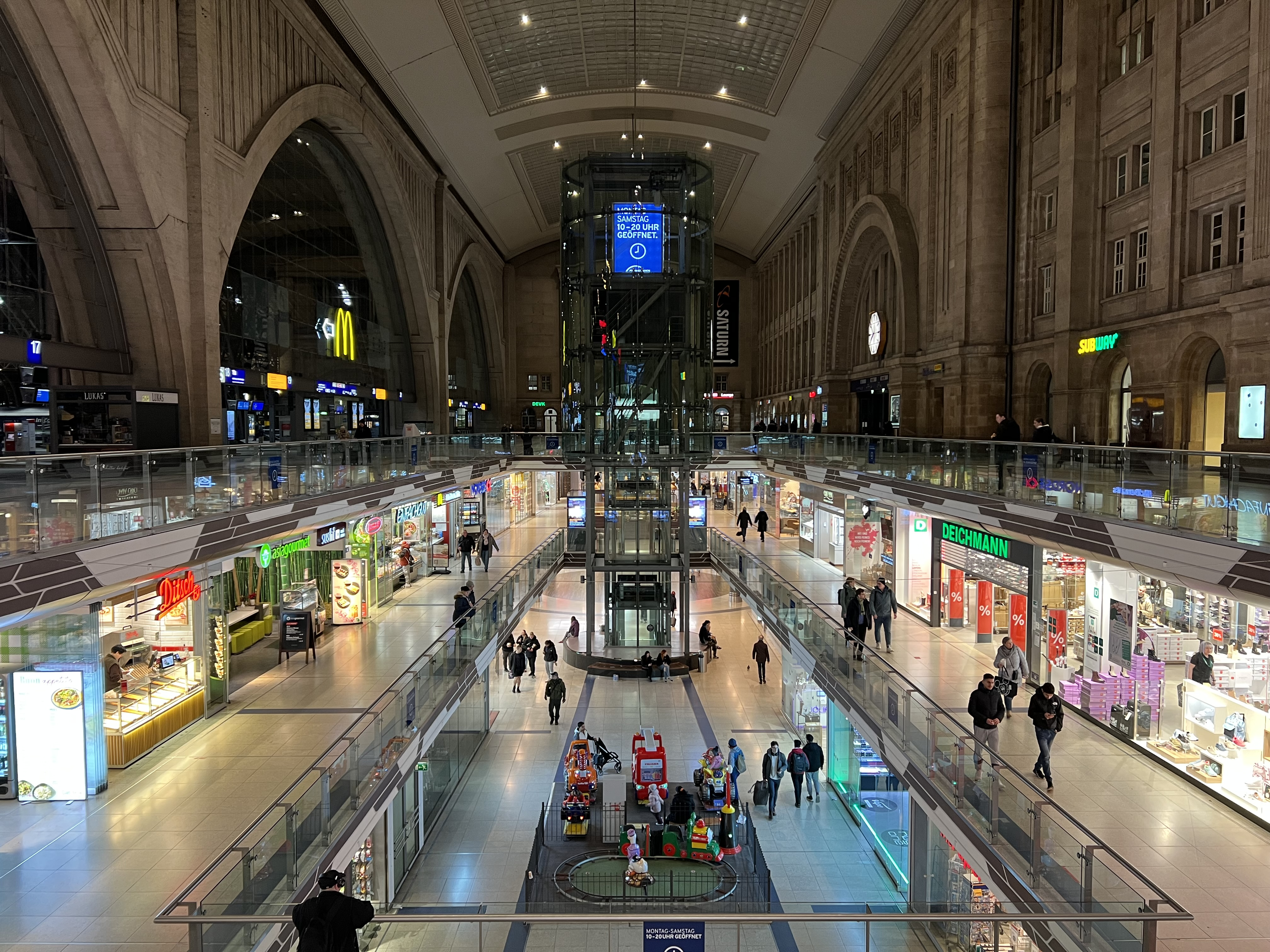
Pasaż handlowy

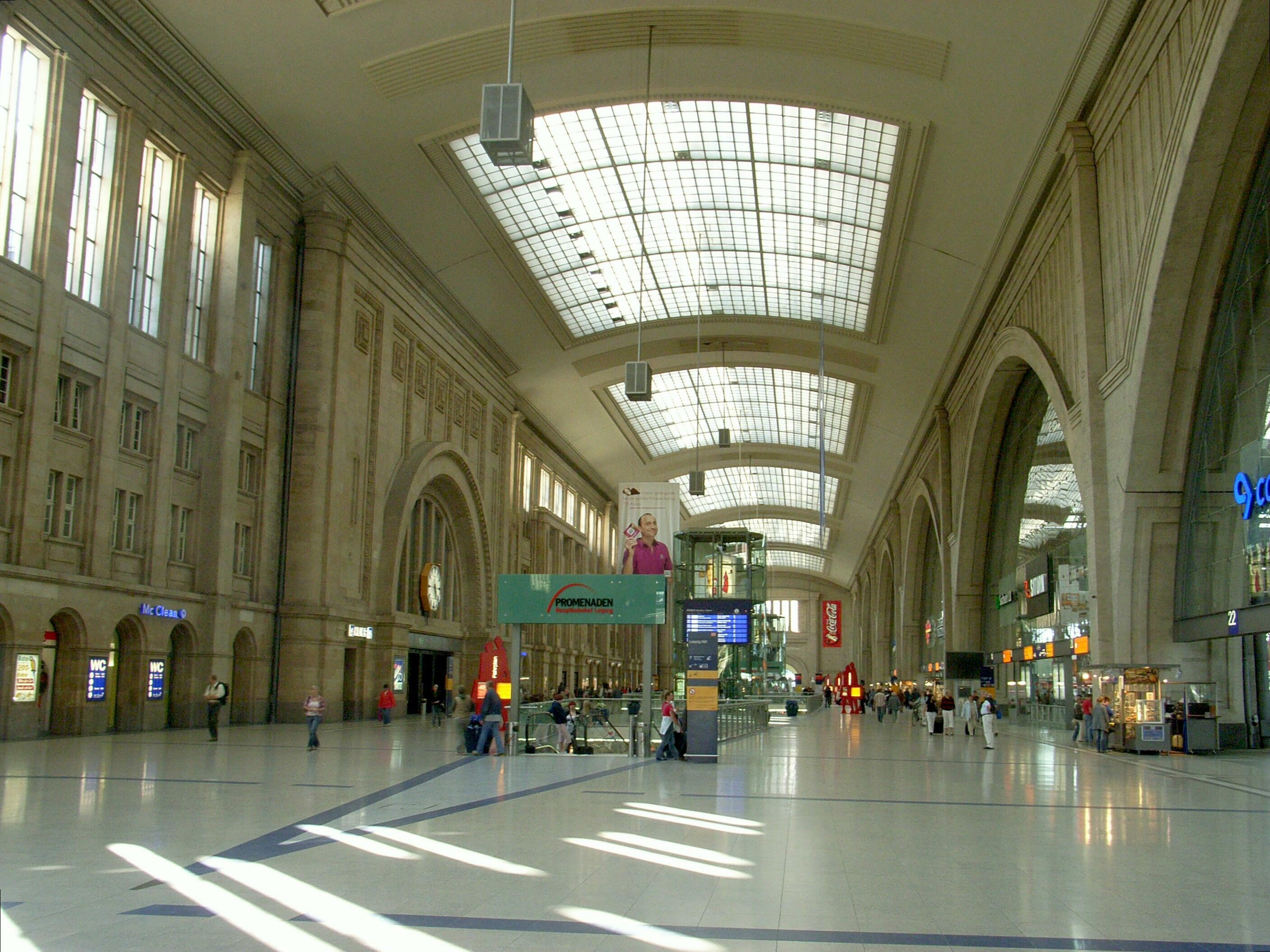
Wnętrze dworca

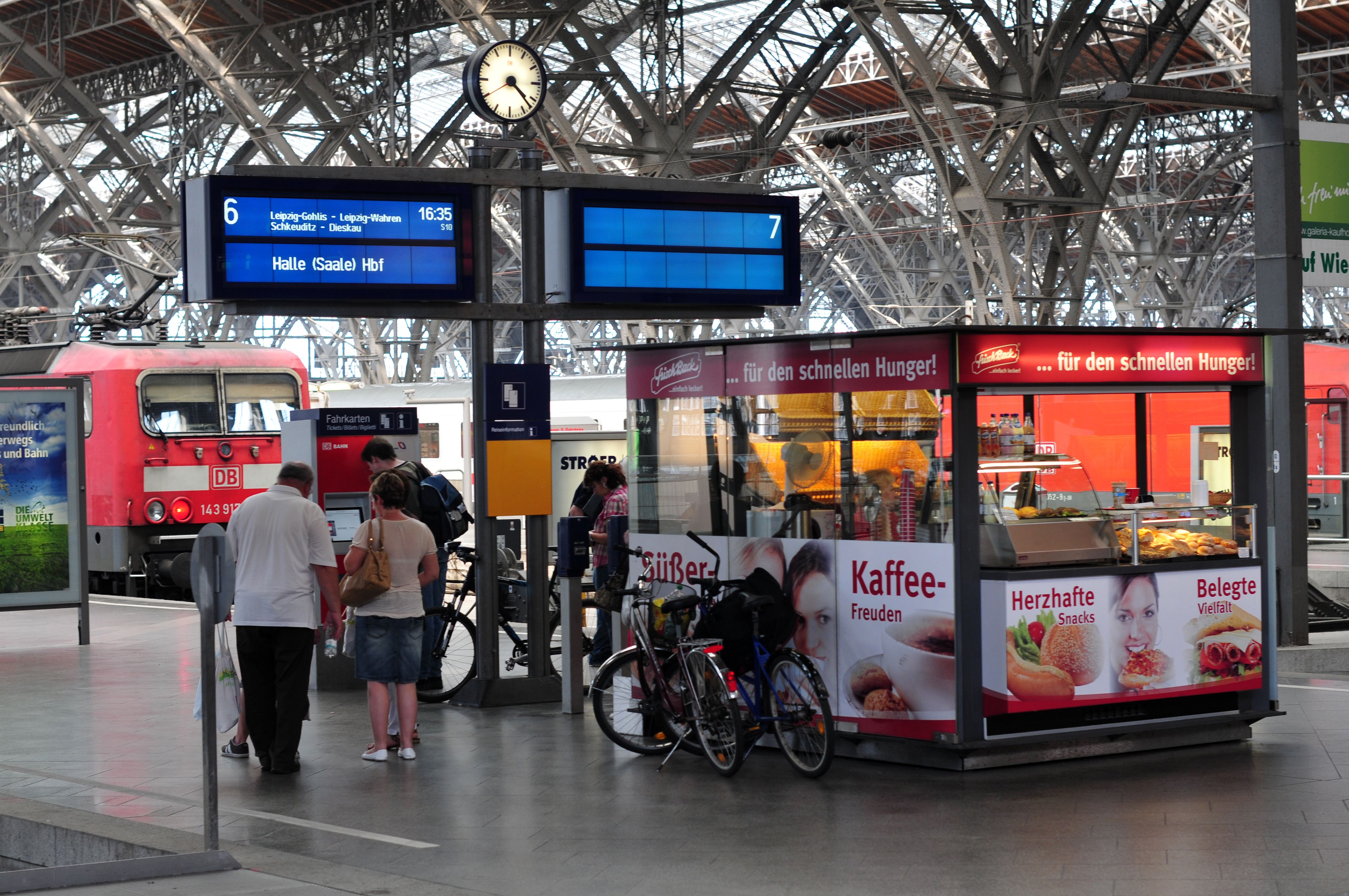
Fragment wnętrza hali peronowej